# David Sommeil
David Sommeil (* 10. August 1974 in Pointe-à-Pitre, Guadeloupe) ist ein ehemaliger französischer Fußballspieler und achtfacher Nationalspieler des französischen Überseedepartements Guadeloupe.

## Karriere
Zurzeit spielt der 179 cm große Verteidiger für den französischen Verein Valenciennes FC. Zuvor war er für Sheffield United und Manchester City in England und für Olympique Marseille, Girondins Bordeaux, Stade Rennes und SM Caen in Frankreich. Beim CONCACAF Gold Cup 2007 in den USA absolvierte er fünf Spiele für die Fußballnationalmannschaft von Guadeloupe. Am 20. August 2008 kollabierte er beim Training und wurde in ein Krankenhaus eingeliefert. Ersten Diagnosen zufolge hat der Franzose offenbar einen Herzanfall erlitten. Er beendete daraufhin seine Laufbahn.